# José María Castro
José María Castro (* 15. Dezember 1892 in Avellaneda; † 2. August 1964 in Buenos Aires) war ein argentinischer Komponist und Cellist.
Castro besuchte bis 1907 das Conservatorio Santa Cecilia in Buenos Aires und war dann Celloschüler von José García Jacot, dem Lehrer von Pablo Casals, und Humberto Ferrari. Daneben studierte er Harmonielehre bei Constantino Gaito und Komposition bei Eduardo Fornarini. Nachdem er in verschiedenen kammermusikalischen Formationen mitgewirkt hatte, gründete er 1926 mit seinem Bruder Juan José Castro, Manuel Almirall, Bruno Bandini und Francisco Amicarelli die Sociedad del Cuarteto.
Von 1931 bis 1948 leitete er das Sinfonieorchester der Asociación del Profesorado Orquestal. Von 1933 bis 1955 war er Direktor des städtischen Orchesters von Buenos Aires. Daneben war er Professor am Conservatorio Santa Cecilia und Gründungsmitglied der Academia Nacional de Bellas Artes. 1947 wurde er Generalsekretär des argentinischen Komponistenverbandes.

## Werke
- Klaviersonate, 1924
- Lírica, 1929
- Klaviersonate, 1931
- Concerto grosso, 1932
- Diez piezas breves für Klavier, 1932
- Sonate für Violoncello und Klavier, 1933
- Spleen für Klavier, 1933
- Motivos infantiles für Klavier, 1933
- Georgia, Ballett, 1937
- Sonata de primavera für Klavier, 1939
- Konzert für Klavier und Orchester, 1941, 1955
- Streichquartett Nr. 1, 1943
- Concierto para orquesta, 1944
- Sonata dramática für Klavier, 1944
- Tres Pastorales, 1945
- Tres estudios, 1946
- Concierto para violonchelo y 17 instrumentos, 1946
- Streichquartett Nr. 2, 1947
- El libro de los sonetos, 1947
- Suite de cinco piezas, 1948
- El sueño de la botella, Ballett, 1948
- Preludio y Toccata, 1949
- Falarka, Ballett, 1951
- Tema coral con variaciones, 1952
- Concierto para violín y 18 instrumentos, 1953
- La otra voz, Monodram, 1953
- Streichquartett Nr. 3, 1956
- Suite del ballet El sueño de la botella, 1956
- Diez improvisaciones breves, 1957
- Sonata poética für Violine und Klavier, 1957
- Cinco líricas, 1958
- Preludio, Tema con variaciones y Final, 1959
- Sinfonía de Buenos Aires, 1963
- Con la patria adentro, 1964

| Personendaten    | Personendaten                        |
| ---------------- | ------------------------------------ |
| NAME             | Castro, José María                   |
| KURZBESCHREIBUNG | argentinischer Komponist und Cellist |
| GEBURTSDATUM     | 15. Dezember 1892                    |
| GEBURTSORT       | Avellaneda                           |
| STERBEDATUM      | 2. August 1964                       |
| STERBEORT        | Buenos Aires                         |